# 二匹の用心棒
『二匹の用心棒』（にひきのようじんぼう）は、1968年8月24日に大映が配給した、三隅研次監督による時代劇映画で、主演は本郷功次郎と長門勇。
『関の弥太っぺ』として、市川雷蔵の主演が予定されていたものの、市川が病気入院のため、本郷功次郎が代役を務めることとなり、それに伴いシナリオも書き直しが行われた。

## 配役
- 本郷功次郎 : 関の弥太ッペ
- 長門勇 : 箱田の森介
- 高田美和: お小夜
- 赤座美代子 : お清
- 安部徹 : 小仏の市兵衛
- 長谷川待子 : おすみ
- 五味龍太郎 : 筧伝十郎
- 毛利郁子 : お房
- 長岡輝子 : お金
- 金内吉男 : 和吉
- 田武謙三 : 房八
- 仲村隆 : 銀太郎
- 玉置一恵 : 老人
- 浜田雄史 : 金肋
- 寺島雄作 : 義十
- 南条新太郎 : 天狗の政
- 上原寛二[4]
- 森内一夫[4]
- 三星トミ[4]
- 桶田奈保美[4]
- 藤川準[4]
- 沖時男[4]
- 北野拓也[4]
- 黒木現[4]
- 伴勇太郎[4]

## スタッフ
- 監督 : 三隅研次
- 企画 : 辻久一
- 原作 : 長谷川伸
- 撮影 : 今井ひろし
- 美術 : 内藤昭
- 音楽 : 小杉太一郎
- 編集 : 山田弘
- 脚本 :  安藤日出男、杉浦久
- 擬斗 : 楠本栄一

## 併映作品
- 『関東女やくざ』: 井上昭監督